# Szulfoxidok

Szulfinilcsoport

A szulfoxidok olyan kémiai vegyületek, amelyekben a szulfinil funkciós csoporthoz két szénatom kapcsolódik. A szulfoxidok oxidált szulfidoknak tekinthetők. Az egyik természetben is előforduló szulfoxid az alliin.

## Kötésrendszer
A szulfoxidokat általában az R−S(=O)−R' szerkezeti képlettel jelölik, ahol R és R' szerves csoportok. A kén és oxigénatom közötti kötés eltér a szén és oxigén közötti hagyományos kettős kötéstől, mint amilyen például a ketonokban is előfordul. Az S-O kölcsönhatás részben elektrosztatikus természetű, ami a kötést polárissá teszi, a negatív töltés az oxigénen található. A kötés hasonló a tercier foszfin-oxidokban (R3P=O) találhatóhoz.
A kénatom egy magányos elektronpárral rendelkezik, így a molekula geometriája tetraéderes, az sp³ szénhez hasonlóan. Ha a két szerves szubsztituens különböző, akkor a kénatom kiralitáscentrum, mint például a metil-fenil-szulfoxidban.
Ennek a sztereogén centrumnak az inverziójához elegendően nagy energia szükséges ahhoz, hogy optikailag stabil legyen, azaz a racimizálódás sebessége szobahőmérsékleten alacsony. A királis szulfoxidokat használják bizonyos gyógyszerekben, például az ezomeprazolban és Armodafinilban, és királis segédanyagként is alkalmazzák őket. Számos királis szulfoxidot állítanak elő akirális szulfidokból átmenetifém és királis ligandum felhasználásával végzett aszimmetrikus katalitikus oxidációval.

## Reakciók
A szulfoxidokat többnyire szulfid kiindulási anyagból állítják elő oxidációval. A −2-es oxidációs állapotú ként tartalmazó dimetil-szulfid például a 0-s oxidációs állapotú dimetil-szulfoxiddá oxidálható. További oxidációval dimetil-szulfon keletkezik, amelyben a kén oxidációs száma +2.
A szulfoxidok, mint például a dimetil-szulfoxid, bázikus karakterűek, kitűnő ligandumok és könnyen alkilezhetők. Az alkil-szulfoxidok erős bázis, például nátrium-hidrid hatására képesek deprotonálódni.

## Fordítás
Ez a szócikk részben vagy egészben a Sulfoxide című angol Wikipédia-szócikk ezen változatának fordításán alapul.  Az eredeti cikk szerkesztőit annak laptörténete sorolja fel. Ez a jelzés csupán a megfogalmazás eredetét és a szerzői jogokat jelzi, nem szolgál a cikkben szereplő információk forrásmegjelöléseként.